# Погребська сільрада
Погребська сільрада — сільське поселення в Суджанському районі Курської області Російської Федерації.
Адміністративний центр — село Погребки.

## Історія
Статус і межі сільського поселення встановлені Законом Курської області від 21 жовтня 2004 року № 48-ЗКО «Про муніципальні утворення Курської області».
Законом Курської області від 26 квітня 2010 року № 26-ЗКО до складу сільради включені населені пункти скасованого Івницької сільради.

## Населення
| 2002 | 2010 | 2012 | 2013 | 2014 | 2015 | 2016 |
| ---- | ---- | ---- | ---- | ---- | ---- | ---- |
| 473  | ↗482 | ↘473 | ↘470 | ↗471 | ↘463 | ↗467 |
| 2017 | 2018 | 2019 | 2020 | 2021 |      |      |
| ↘464 | ↘461 | ↘450 | ↘420 | ↘398 |      |      |

## Склад сільського поселення
- Генералівка
- Дяківка
- Івниця
- Ісаківка
- Камишевка
- Красний Посьолок
- Мар'ївка
- Машкино
- Мерзлівка
- Новоселівка
- Орлівка
- Погребки
- Хитрівка